# Gouverneurswahl in Sewastopol 2017
Die Gouverneurswahl in Sewastopol 2017 wurde am 10. September 2017 abgehalten. Im ersten Wahlgang wurde der parteilose, von Einiges Russland vorgeschlagene Dmitri Owsjannikow zum Gouverneur der Stadt Sewastopol gewählt.

## Hintergrund
Sergei Menjailo war 2014 noch durch die Legislativversammlung der Stadt zum Gouverneur gewählt worden. Nachdem er im Juli 2016 zurückgetreten war, übernahm Dmitri Owsjannikow kommissarisch das Amt. Im November 2016 beschloss die Legislativversammlung, dass der Gouverneur künftig von den Bürgern Sewastopols gewählt wird.
Die Kandidaten wurden von den Parteien vorgeschlagen und mussten Unterschriften der Abgeordneten der Stadtbezirke sammeln, um zur Wahl zugelassen zu werden.
Für den Fall, dass kein Kandidat im ersten Wahlgang eine absolute Mehrheit erreicht, war eine Stichwahl zwischen den zwei Kandidaten mit den meisten Stimmen vorgesehen.

## Ergebnis
| Kandidat           | Partei                                          | Stimmen | %      |
| ------------------ | ----------------------------------------------- | ------- | ------ |
| Dmitri Owsjannikow | Einiges Russland                                | 77.406  | 71,05  |
| Roman Kijaschko    | KPRF                                            | 17.890  | 16,42  |
| Ilja Schurawlew    | LDPR                                            | 8.286   | 7,61   |
| Iwan Jermakow      | Patrioten Russlands                             | 2.323   | 2,13   |
| Nikolai Krjaschew  | Russische Partei für Freiheit und Gerechtigkeit | 546     | 0,50   |
| Ungültige Stimmen  | Ungültige Stimmen                               | 2.502   | 2,30   |
| Gesamt             | Gesamt                                          | 108.953 | 100,00 |

Die Wahlbeteiligung betrug 34,21 %.

Stimmen für Owsjannikow in den Stimmbezirken

Am 18. September 2017 trat Owsjannikow das Amt an.